# Agnès de Montfaucon
 (septembre 2019).
Si vous disposez d'ouvrages ou d'articles de référence ou si vous connaissez des sites web de qualité traitant du thème abordé ici, merci de compléter l'article en donnant les références utiles à sa vérifiabilité et en les liant à la section « Notes et références ».
Agnès de Montfaucon (née vers 1150, morte vers 1200) est la fille d'Amédée II de Montfaucon, comte de Montbéliard et de Béatrice de Joinville. Elle épousera en 1166 Érard II de Brienne, fils de Gautier II de Brienne, comte de Brienne et d'Adélaïde de Baudement.
Liste de ses enfants connus de son union avec Érard II :
- Gautier III de Brienne († juin 1205) comte de Brienne et prétendant au trône de Sicile ;
- Guillaume de Brienne († entre 1194 et 1199), seigneur de Pacy-sur-Armançon, épousa Eustachie de Courtenay, fille de Pierre Ier de Courtenay et d'Elisabeth de Courtenay ;
- André de Brienne († 1181 ou après) ;
- Jean de Brienne (1170/1175 -† 27 mars 1237), roi de Jérusalem (1210-1225), puis empereur latin d'Orient (1231-1237) ;
- Ida de Brienne (1175 - 1228) qui épousa Arnoul de Reynel, seigneur de Pierrefitte.